# Parque Puebla
El Parque Puebla fue un estadio de béisbol ubicado en la ciudad de Puebla, Puebla, México. Fue casa de los Pericos de Puebla, equipo de la Liga Mexicana de Béisbol durante su primera etapa de las temporadas de 1942 hasta la temporada de 1948.
Fue diseñado por Isidro Cisneros para el equipo de Puebla que jugaba en la Liga Cismatica. El estadio fue construido con tablones y postes de madera con capacidad para 5,000 aficionados. En 1941 fue adquirido por Jorge Pasquel quien ordenó una rápida remodelación ante la creciente afición de Puebla.